# Isatis tinctoria

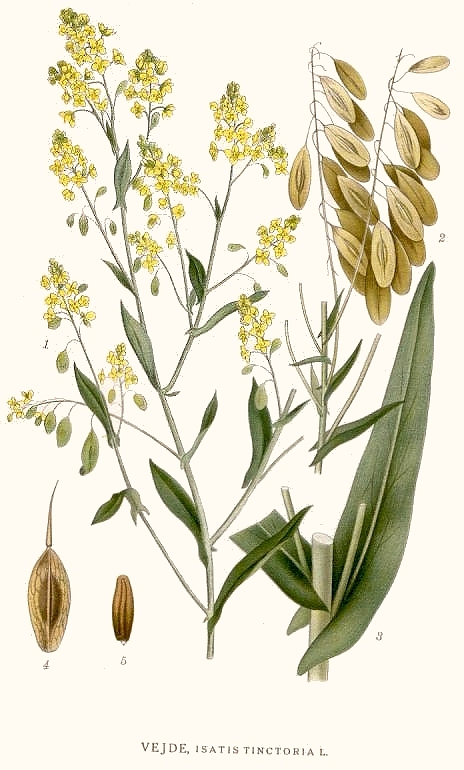
Ilustración

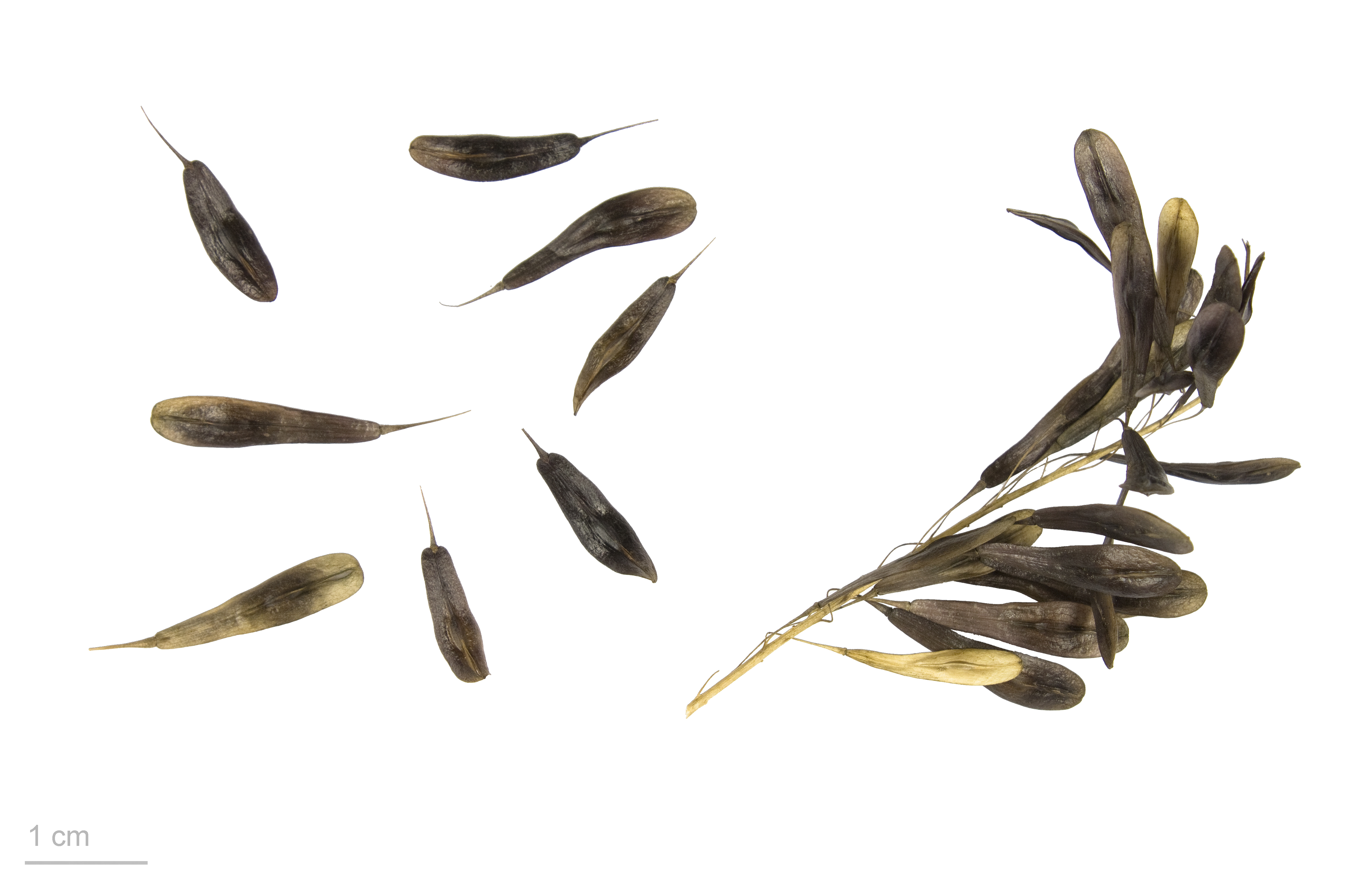
Isatis tinctoria

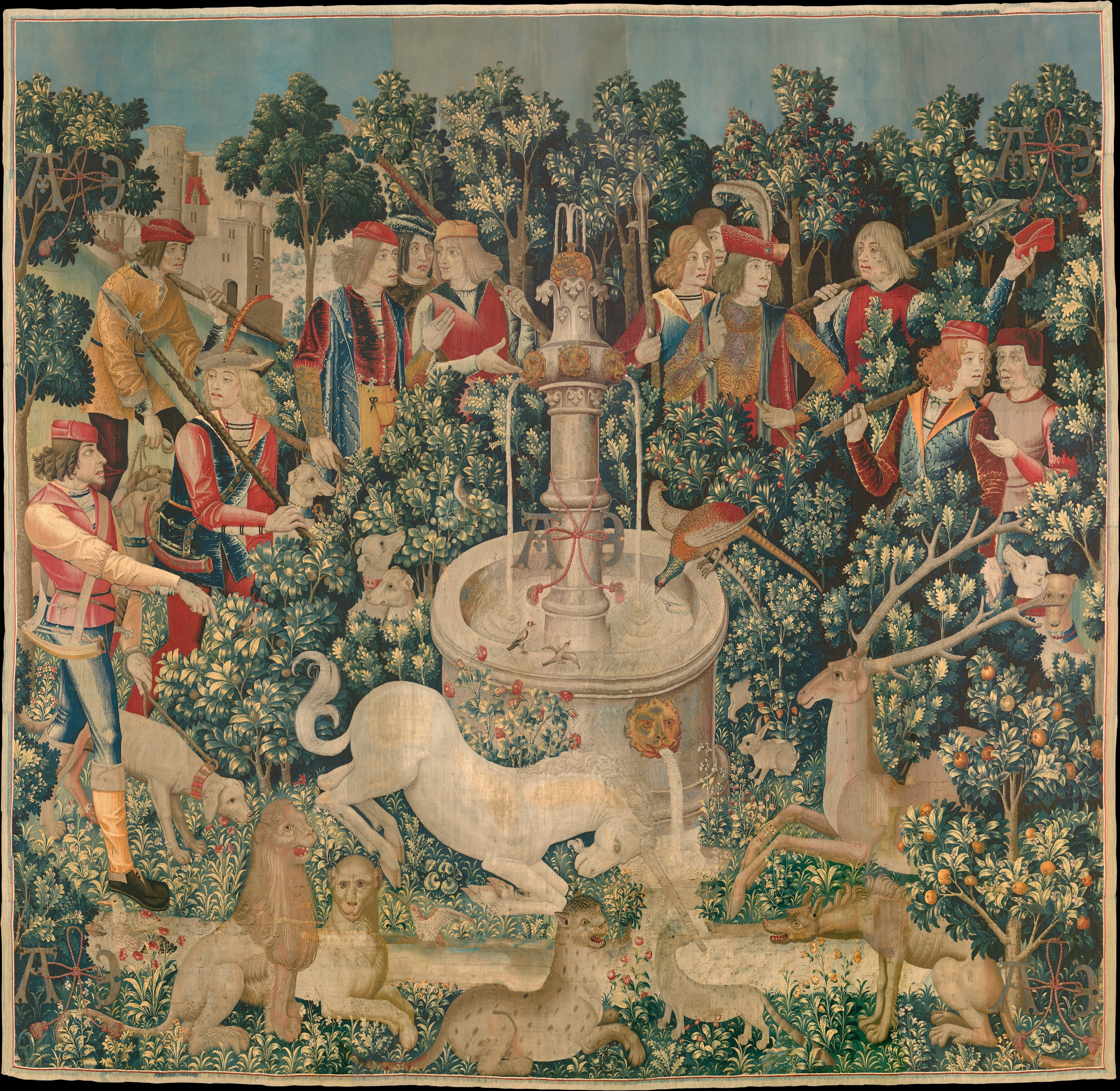
La caza del unicornio, tapiz, teñido con gualda (amarillo), rubia (rojo), y la hierba pastel (azul).

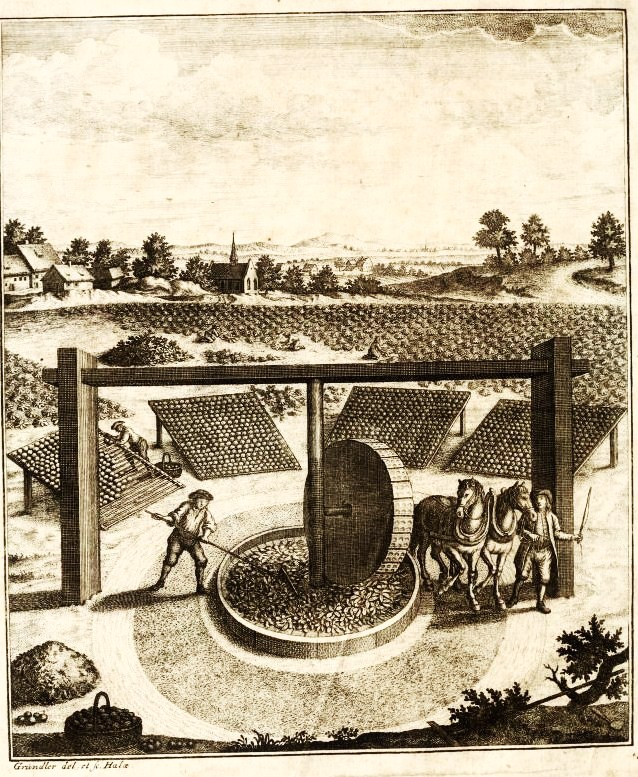
Ilustración del molino alemán de hierba pastel en Turingia, 1752

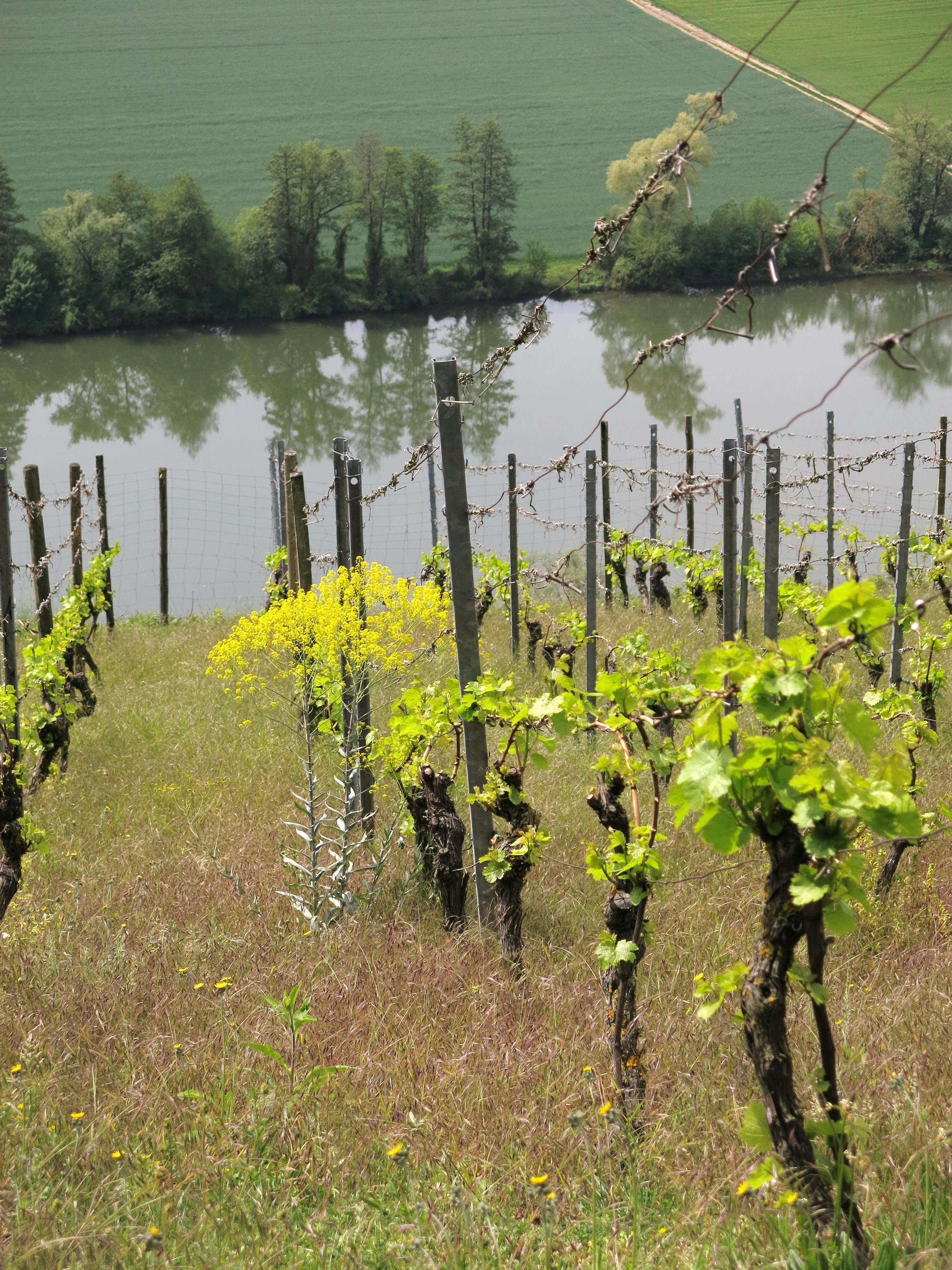
Plantas de cultivo

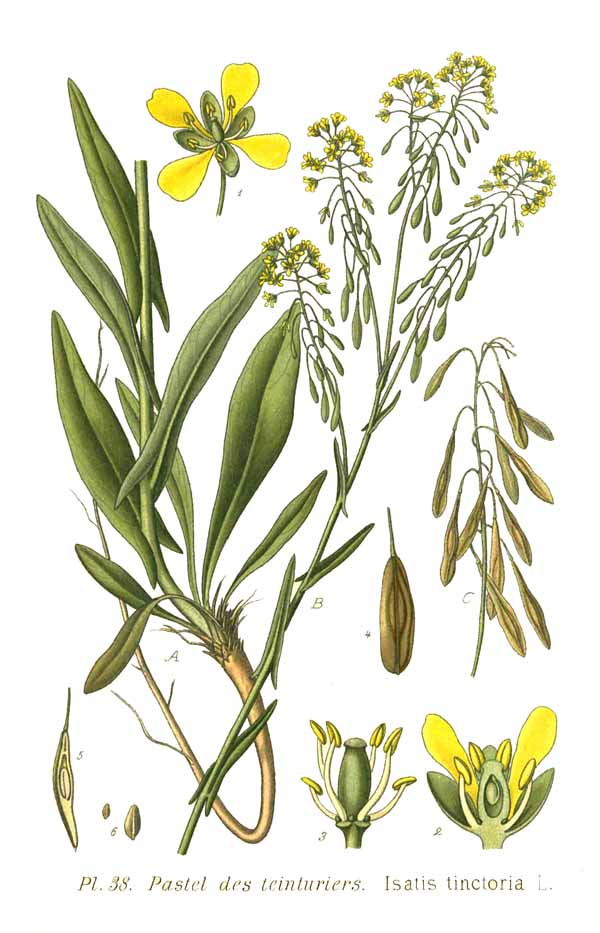
Ilustración

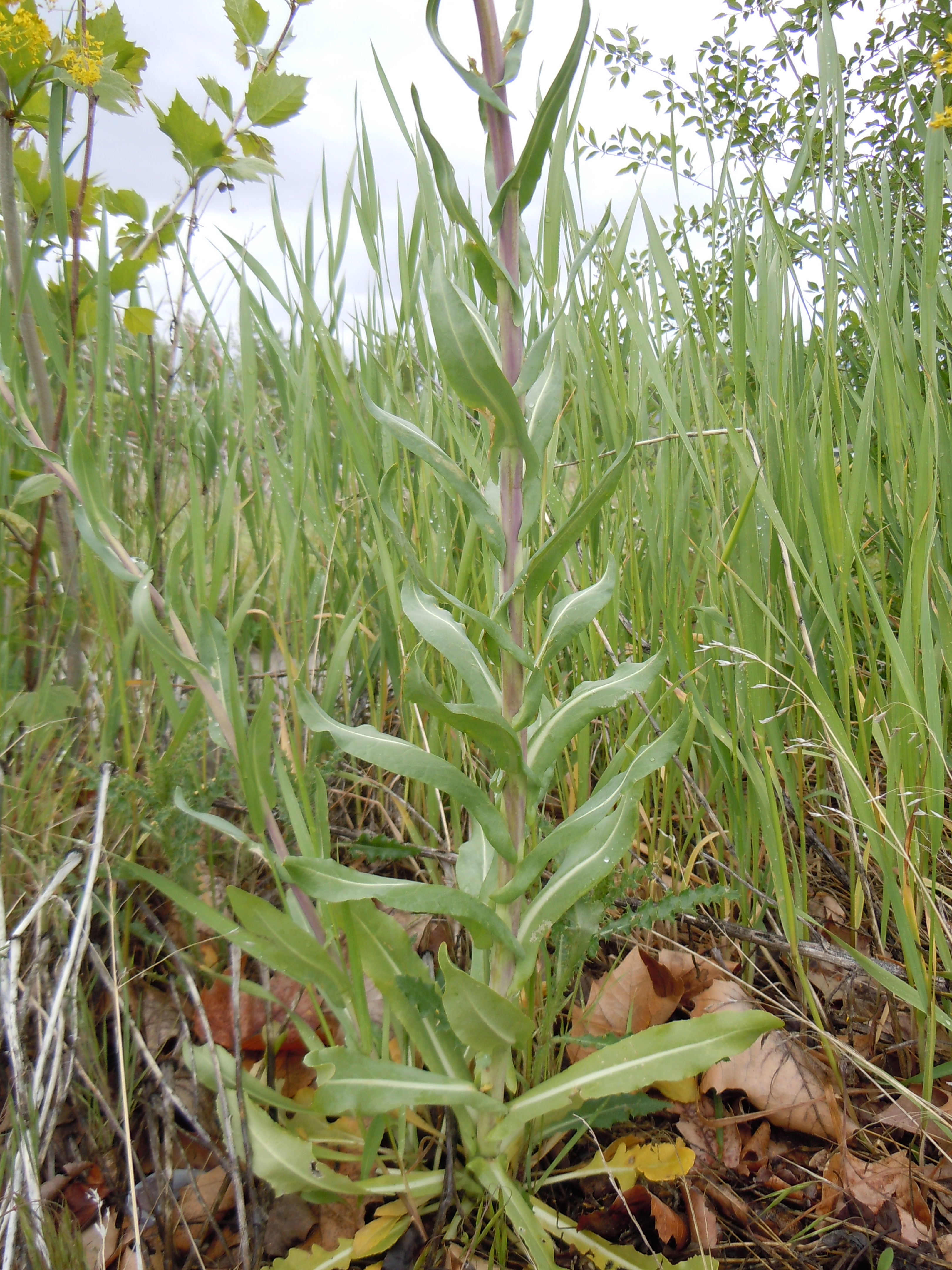
Vista de la planta

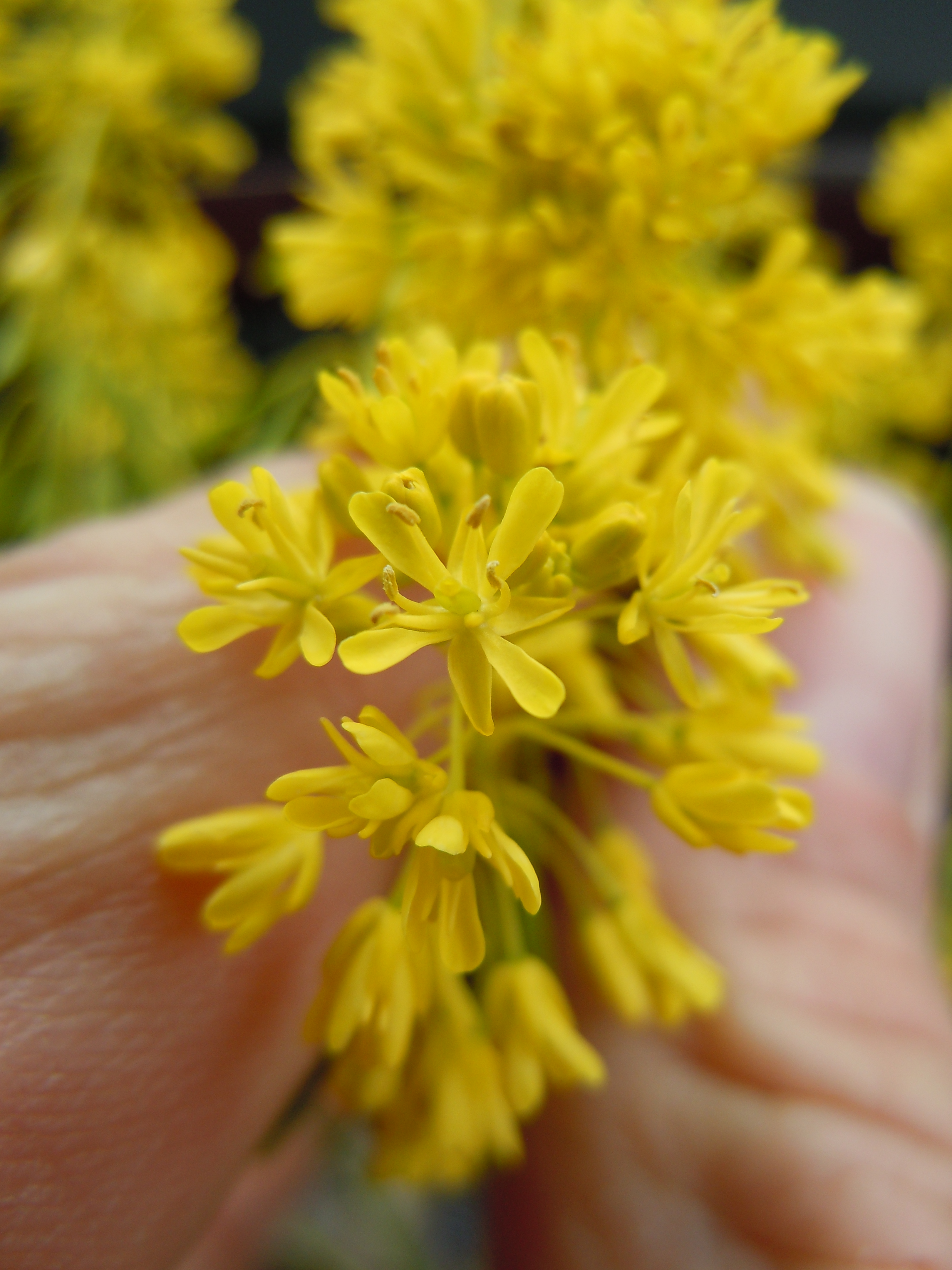
Inflorescencia

Hierba pastel,  isatide o  glasto, son los nombres comunes para la especie fanerógama Isatis tinctoria de la familia Brassicaceae. Añil, isatide o glastum es también el nombre del colorante azul producido por esta especie. La raíz de esta planta se usa en la medicina tradicional china.

## Descripción
Es una planta bienal, raramente perenne, robusta, alcanza un tamaño de 30–120 cm de altura, glabra a hirsuta, subglauca, erguida, con mucha inflorescencias ramificadas anteriormente. Hojas basales rosuladas, oblanceoladas, de pecíolo corto, de 5–15 cm de largo, 1.3 cm de ancho, muy variables en tamaño y con frecuencia mucho mayor en las plantas cultivadas, las hojas caulinarias de 10–80 mm de largo, 5–25 mm de ancho, linear-lanceoladas, auriculadas en la base, amplexicaules; las superiores mucho más pequeñas. Las inflorescencias en racimos de 30-80-flores, paniculadas, ebracteadas, aumentando hasta 10 (-15) cm en la fruta. Flores de 4–5 mm de diámetro, de color amarillo; con pedúnculo de 5–10 mm de largo en la fruta. Sépalos 2-2.5 mm de largo, de color verde amarillento. Pétalos 3-4.5 mm de largo, 1.5–2 mm de ancho. El fruto es una silicua muy variable en tamaño, desde 10 hasta 20 mm de largo, 2.5–5 mm de ancho, oblonga, estrechándose hacia la base, con ápice truncado a redondeado, a menudo algo amplio en el medio (en lóculo), glabras a puberulentas; semilla de 3–4 mm de largo, 1 mm de ancho, elipsoide alargado, de color marrón.

## Distribución y hábitat
Es nativa de las estepas y zonas desérticas del Cáucaso, centro de Asia al este de Siberia y oeste de Asia (Hegi), pero actualmente se halla en varias partes del sudoeste y centro de Europa. Es cultivada en Europa, especialmente en el oeste y el sur del continente desde la Antigüedad.
La hierba se cultiva en varias regiones del norte de China, como Hebei, Pekín, Heilongjiang, Henan, Jiangsu, y Gansu. Las raíces se cosechan durante el otoño y se secan. La raíz secada se procesa en gránulos, que se consumen comúnmente disueltos en agua caliente o té.

## Historia de su cultivo
Hasta fines del siglo XVI, cuando el índigo se pone en el mercado por el desarrollo de las rutas del «Lejano Oriente», el isatide era la única fuente de tintura azul en Europa.
Los primeros hallazgos arqueológicos de semillas datan del Neolítico y se encontraron en la cueva francesa de Audoste, Bocas del Ródano. En asentamientos de la Edad de Hierro en Heuneburg, Alemania, han quedado impresiones de semillas en alfarería. Los enterramientos de Hallstatt, Hochdorf y Hohmichele contienen textiles teñidos con isatide.
Julio César dice en de Bello Gallico que los Britanni usan para marcar sus cuerpos vitrum, pudiendo significar «tatuaje con isatide», aunque más probablemente haga referencia a un tipo de vidrio azul verdoso que era comúm en aquellos tiempos. Los pictos habrían tomado su nombre del latín picti, que significa «pintado popular» o posiblemente «tatuado popular», por su práctica de ir a la batalla desnudos con sus cuerpos pintados o tatuados, lo que ha sido rememorado en la canción británica moderna humorística The Woad Ode (La Oda a Isatide). Sin embargo, estudios más recientes ponen seriamente en duda la presunción de que el isatide fuese el material que los pictos usaron para decorarse el cuerpo. Los experimentos contemporáneos con isatide prueban que no se trabaja bien ni como pintura corporal ni como pigmento de tatuaje. Altamente astringente, al usarse como tatuaje o puesto en microlaceraciones, produce bastante picor y tejido lacerado y, una vez curado, no queda azul. El uso común de estiércol como un ingrediente en el tinte tradicional de isatide lo hace aún más imposible de aplicar en la piel.
En el Mediterráneo se ha utilizado desde muy antiguo la pintura de añil para pintar los cercos de puertas y ventanas, y a menudo también las jambas, dinteles y hasta los umbrales, puesto que el color azul del añil ahuyenta a los insectos.
En excavaciones realizadas en York se ha encontrado un despacho de tinturas con restos de isatide y de plantas del género Rubia datado en el s. X, era vikinga. En tiempos medievales, los centros de su cultivo eran Lincolnshire, Somerset en Inglaterra, Gascuña, Normandía, Somme, el Languedoc (en gran parte conocido como País de la Cucaña ya que cocagne era y es el nombre occitano, y luego en francés de esta planta y su tintura), Bretaña, en la actual Francia; Jülich, Erfurt y Turingia en Alemania; Piamonte y Toscana en Italia. Los ciudadanos de las cinco ciudades del isatide turingias de Erfurt, Gotha, Tennstedt, Arnstadt y Langensalza tuvieron sus propios fueros. En Erfurt, los mercaderes de isatide tuvieron los fondos para crear la Universidad de Erfurt. Una industria tradicional aún imprime con pomada en Turingia, Sajonia y Lusacia hoy: conocida como Blaudruck (literalmente, «impresión en azul»).
Los usos medievales de la tintura no se limitaban a textiles. Por ejemplo, el ilustrador de Lindisfarne Gospels usó una pomada sobre la base de pigmentos para el azul.
La posterior exportación de la tintura hacia el Virreinato del Río de la Plata (por lo general, desde Amiens) permitió su uso en 1812 para la confección de la primera bandera argentina.

## Índigo e isatide

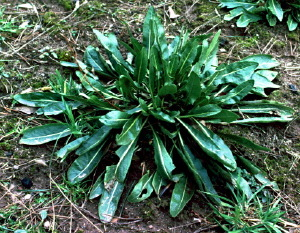
Plantas de Isatis tinctoria en su primer año.

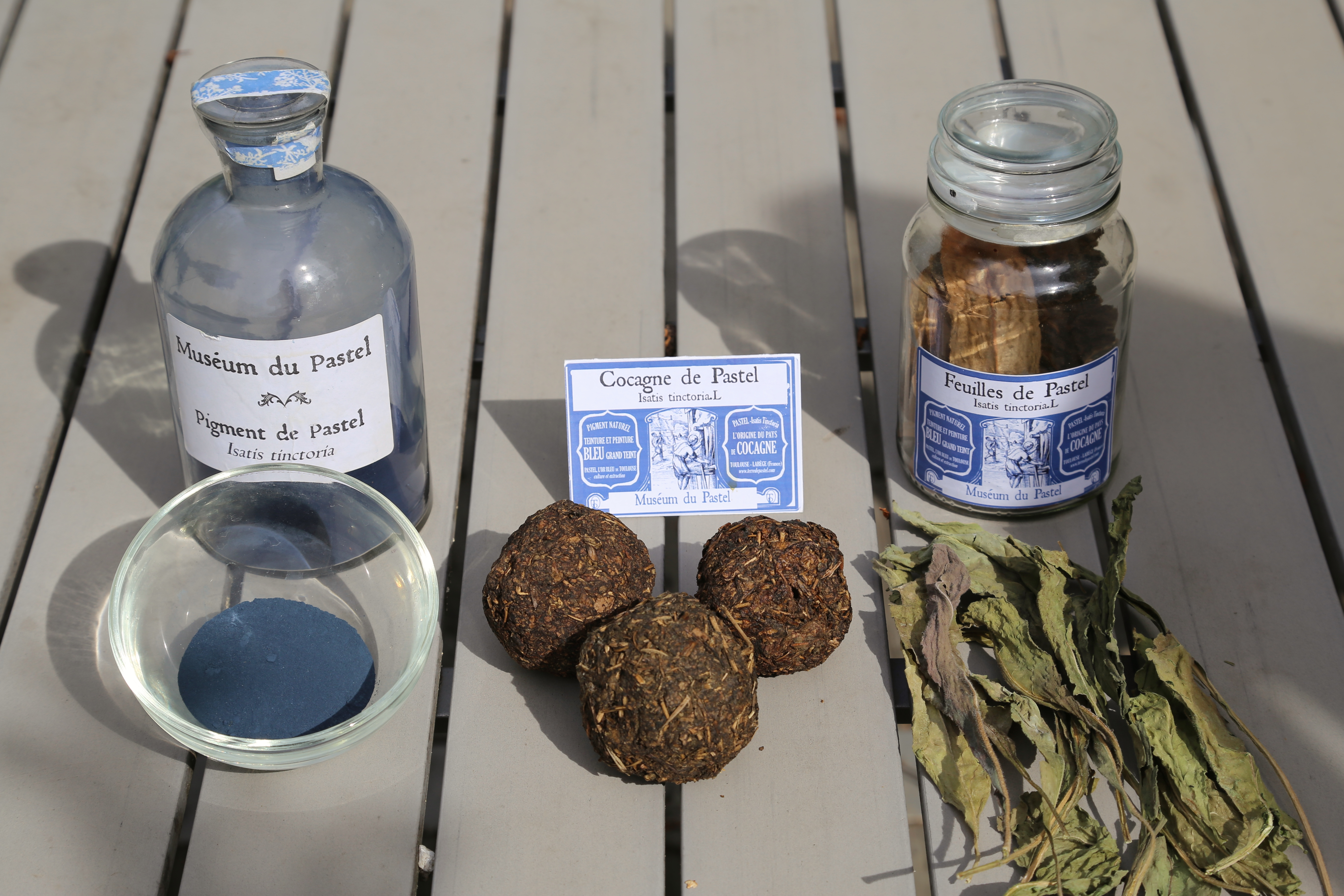
Pasos de las hojas al tinte azul.

El pigmento azul en pomada es el mismo que la tintura índigo, pero menos concentrada. Con el descubrimiento europeo de las rutas marítimas a la India, se importan grandes cantidades de índigo, lo que provoca la aparición de leyes en varias partes de Europa para proteger la industria local de esa competencia del mercado del índigo. "En 1577 el gobierno alemán oficialmente prohíbe el uso del índigo, denunciándolo como pernicioso, mortal y corrosivo, la tintura del Diablo." "... antes del receso de la Dieta en 1577: prohíbe usar 'el recientemente inventado, mortal, y corrosivo tinte llamado el tinte del diablo.' Esta prohibición se reitera en 1594 y otra vez en 1603."
Con el desarrollo de los procesos de síntesis química, se sintetiza el pigmento, colapsando ambas industrias en los primeros años del siglo XX. La última cosecha comercial ocurre en 1932, en Lincolnshire, Bretaña.
En Alemania, hay intentos de usar Isatis para proteger la lana sin químicos peligrosos. También la producción crece en el RU para tintas, particularmente en impresoras a chorro, y tintes, porque es biodegradable y seguro al ambiente, no como muchas tintas sintéticas. Isatis tinctoria es vista como especie invasora en partes de Estados Unidos.

## Salud e isatide
Recientemente, científicos han descubierto que puede usarse en prevenir algunos cánceres, teniendo más de 20 veces la cantidad de glucobrasicina del brócoli. Las hojas jóvenes cuando se laceran pueden producir más glucobrasicina, más de 65 veces como mucho.

## Uso etnomedicinal
La raíz de isatide se usa en medicina tradicional china para tratar paperas, garganta irritada, hepatitis infecciosa, dolor de cabeza, fiebres.
La raíz de Isatis se utiliza para quitar el "síndrome del calor tóxico" en la M. T. china, calmar los dolores de garganta y para tratar gripe, sarampión, paperas, sífilis, o escarlatina. También se utiliza para la faringitis, laringitis, erisipelas, carbunco (ántrax), y prevenir la hepatitis A, la meningitis epidémica, el cáncer y las inflamaciones.
Posibles efectos secundarios de menor importancia incluyen reacciones alérgicas que causan vértigos, sólo las grandes dosificaciones o el uso prolongado pueden ser tóxicos a los riñones.[cita requerida]
En febrero de 2003, en la provincia de Guandong en China, un brote de neumonía atípica (SARS) causó una demanda masiva que elevó los precios del vinagre, raíz de Isatis y otras medicinas al creer que es útil en la eliminación de agentes infecciosos.[cita requerida]

## Taxonomía

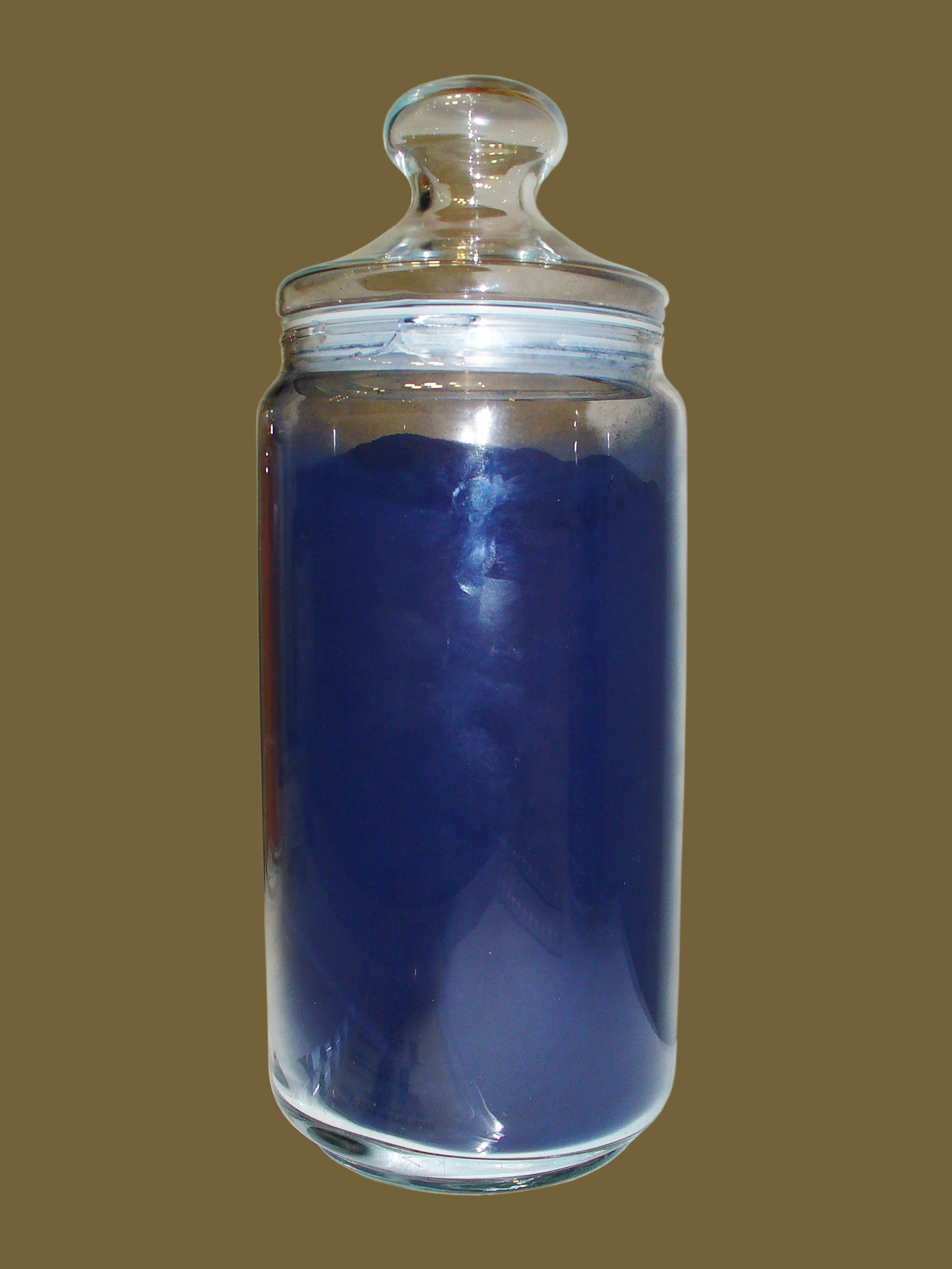
Tintura comercial

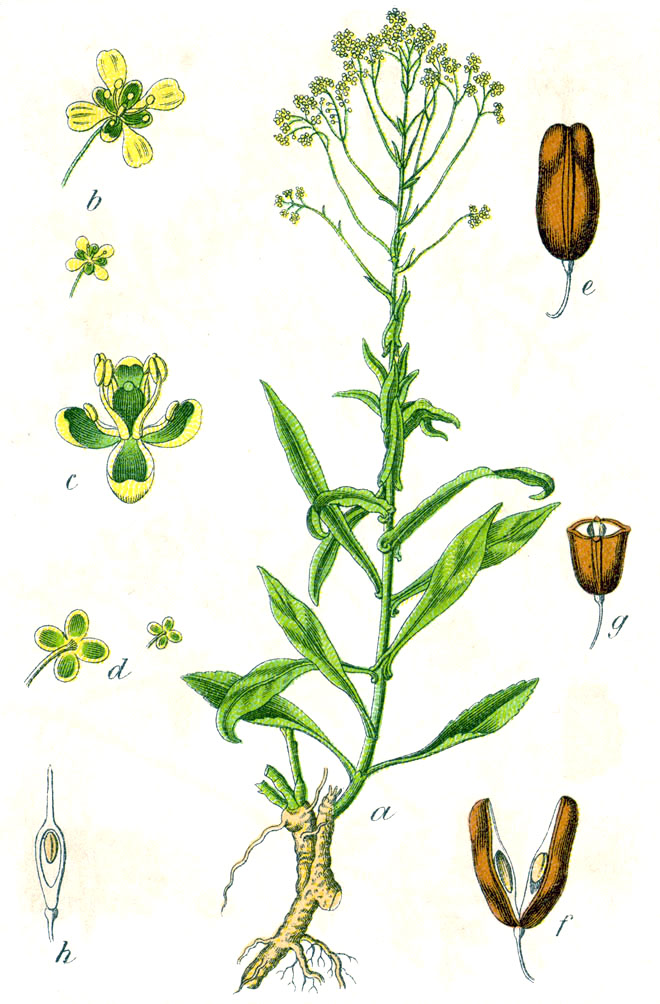
Ilustración

Isatis tinctoria fue descrita por Carlos Linneo y publicado en Species Plantarum 2: 670. 1753.
Variedades aceptadas
- Isatis tinctoria athoa (Boiss.) Papan.
- Isatis tinctoria corymbosa (Boiss.) P.H.Davis
- Isatis tinctoria tomentella (Boiss. & Balansa) P.H.Davis

Sinonimia
- Crucifera isatis E.H.L.Krause
- Isatis alpina Vill.
- Isatis bannatica Link
- Isatis campestris Stev. ex DC.
- Isatis canescens DC.
- Isatis ciesielskii Zapal.
- Isatis indigotica Fortune ex Lindl.
- Isatis japonica Miq.
- Isatis kamienskii Zapal.
- Isatis koelzii Rech. f.
- Isatis macrocarpa B. Fedtsch. ex Nikitina
- Isatis maeotica DC.
- Isatis maritima Rupr.
- Isatis oblongata var. yezoensis (Ohwi) Y.L.Chang
- Isatis reticulata C.A. Mey.
- Isatis sibirica Trautv.
- Isatis taurica M.Bieb.
- Isatis tinctoria subsp. campestris (Stev. ex DC.) Kulcz.
- Isatis tinctoria var. canescens Gren. & Godr.
- Isatis tinctoria subsp. canescens Malag.
- Isatis tinctoria var. indigotica (Fortune ex Lindl.) T.Y.Cheo & Kuan
- Isatis tinctoria subsp. koelzii Jafri
- Isatis tinctoria subsp. oblongata (DC.) N. Busch
- Isatis tinctoria subsp. praecox (Kit. ex Tratt.) Domin & Podp.
- Isatis tinctoria var. praecox (Kit. ex Tratt.) W.D.J. Koch
- Isatis tinctoria subsp. tinctoria
- Isatis tinctoria var. tinctoria
- Isatis tinctoria var. vulgaris W.D.J. Koch
- Isatis tinctoria var. yezoensis (Ohwi) Ohwi
- Isatis transsilvanica Simonk.
- Isatis vermia Papan.
- Isatis villarsii Gaudin
- Isatis yezoensis Ohwi.[7]

## Nombres comunes
- glasto, hierba de san Felipe, hierba pastel, noiglo.[8]